# Kerry Simmonds
Kerry Simmonds (* 3. April 1989 in Palo Alto) ist eine US-amerikanische Ruderin sowie Olympiasiegerin und zweimalige Weltmeisterin im Achter.
Simmonds begann 2007 an der University of Washington mit dem Rudersport. 2011 graduierte sie in Biologie. Sie lebt und trainiert in Princeton, New Jersey.
2010 gewann Simmonds den Titel im Achter bei den U23-Weltmeisterschaften, 2011 belegte sie den fünften Platz im Vierer ohne Steuerfrau. Ihr internationales Debüt in der Erwachsenenklasse gab sie im US-Achter mit einem Sieg beim Ruder-Weltcup 2013 in Luzern. Bei den Weltmeisterschaften 2013 in Chungju gewann der US-Achter den Titel. Auch 2014 gewann Kerry Simmonds mit dem Achter auf dem Lac d’Aiguebelette eine Weltcupregatta. Bei derselben Veranstaltung belegte sie im Zweier ohne Steuerfrau zusammen mit Megan Kalmoe den zweiten Platz hinter den Britinnen Helen Glover und Heather Stanning. Auch bei den Weltmeisterschaften 2014 in Amsterdam siegte das britische Boot vor Kalmoe und Simmonds. In der gleichen Reihenfolge kamen die Zweier auch beim Weltcup 2015 in Varese ins Ziel. Bei den Weltmeisterschaften 2015 auf dem Lac d’Aiguebelette ruderte Simmonds wieder im Achter, der seine seit 2006 andauernde Siegesserie bei Weltmeisterschaften und Olympischen Spielen fortsetzte und den Titel vor den Booten aus Neuseeland und aus Kanada gewann. 2016 gehörte Simmonds zum siegreichen US-Achter bei den Olympischen Spielen 2016.